# Chemnitz-Siegmar
Siegmar ist ein Stadtteil im Westen von Chemnitz, der 1950 eingemeindet wurde. An ihn grenzen die Stadtteile Reichenbrand, Rabenstein, Rottluff, Schönau und Stelzendorf sowie die Gemeinde Neukirchen/Erzgeb.

## Geschichte
Der wahrscheinlich in der ersten Hälfte des 12. Jahrhunderts gegründete Ort wird erstmals 1375 urkundlich erwähnt. Ein gewisser Henricus de Sygemar, wahrscheinlich ein Lakai des Rudolf von Brandt, kann als Ortsgründer angesehen werden. Zu dieser Zeit ging der Ort, wie weitere umliegende Dörfer der Herrschaft Rabenstein in den Besitz des Chemnitzer Benediktinerklosters über. 1548 erfolgt die Schreibweise als Sigkmar (Ort eines Sigemar). Mit der Auflösung des Klosters kam auch Siegmar, das durch die Bannmeile von 1331 nur wenig entwickelt war, an das Amt Chemnitz.
Der kleinste am Oberlauf des Kappelbach gelegene Ort, seit 1838 selbständige Gemeinde, entwickelte sich im 19. und 20. Jahrhundert zu einer bedeutenden Industriegemeinde. Maßgeblich beteiligt daran war die günstige Lage zur 1858 eröffneten Eisenbahnstrecke Chemnitz–Zwickau, so entwickelte sich aus einer Landgemeinde mit einer Baumwollspinnerei und einer Strumpffabrik ein Industriestandort für die Handschuhfabrikation, die Textilindustrie und den Maschinenbau.
Seit dem 1. Januar 1920 ist Stelzendorf und seit dem 1. April 1922 Reichenbrand nach Siegmar eingemeindet. Durch die damit auf über 10.000 erhöhte Einwohnerzahl erhielt Siegmar am 17. Mai 1927 Stadtrecht. In der NS-Zeit veranlasste der sächsische Gauleiter Martin Mutschmann den Zusammenschluss der Stadt Siegmar mit der Gemeinde Schönau-Neustadt und beide Orte wurden am 1. Oktober 1935 zur Stadt Siegmar-Schönau vereinigt.
Im Zuge der Luftangriffe auf Chemnitz erfolgte am 11. September 1944 ein gezielter Angriff der USAAF auf das Werk Siegmar (früher Wanderer) der Auto Union AG, das die Hälfte aller Motoren für die Panzer Tiger und Panther baute. 74 B-17-Bomber, begleitet von 20 Mustang-Jägern, warfen 450 Spreng- und viele Brandbomben auf Industrieanlagen und Wohnhäuser. Im Auto-Union-Werk kamen 85 Menschen, darunter 41 Fremdarbeiter, ums Leben. Im Wohngebiet von Siegmar starben 21 Einwohner.
Am 1. Juli 1950 verlor die Stadt Siegmar-Schönau ihre Selbständigkeit durch die Eingemeindung nach Chemnitz.

## Siegmarer Park

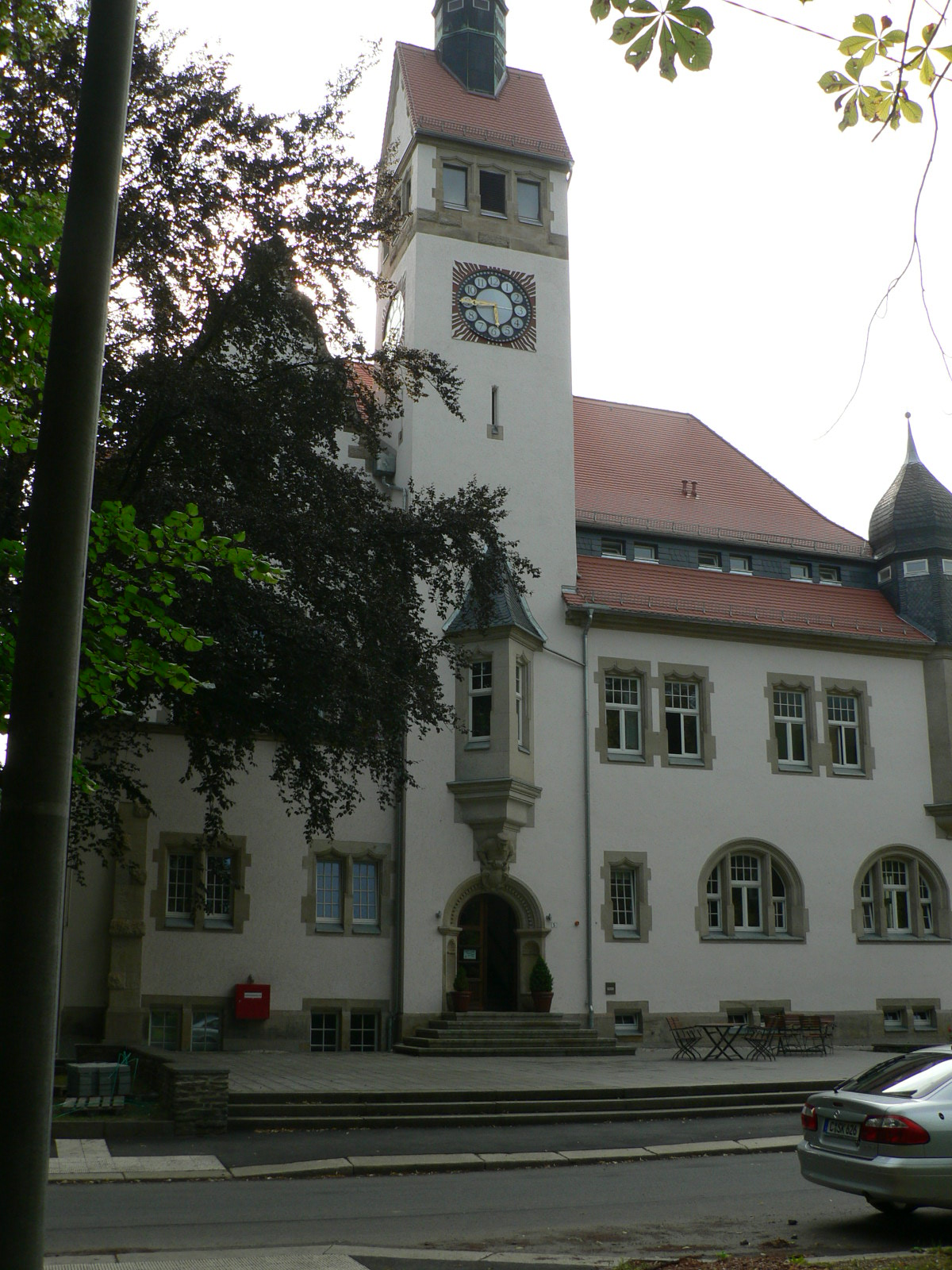
Ehemaliges Rathaus von Siegmar

Im Jahr 1906/07 wurde der Park planmäßig, gegenüber dem 1904 errichteten Siegmarer Rathaus, auf den Wiesen der Kappelbachaue angelegt und 1936–1938 nach Osten hin erweitert. Den Mittelpunkt stellt der Parkteich dar. Das Rathaus bildet heute einen Teil einer Seniorenresidenz.

## Wirtschaft

### Wismut
Seit 1948 ist die Wismut AG (seit 1954 SDAG Wismut) in Siegmar(-Schönau) angesiedelt. Sie betrieb Bergbau im westlichen Erzgebirge, in der Sächsischen Schweiz und in Ostthüringen und baute dort bis 1990 hauptsächlich das für die sowjetische Kernwaffenproduktion benötigte Uranerz ab.
Die Wismut war Initiator für den Bau des Verwaltungsgebäudes an der Jagdschänkenstraße – 1950/51 errichtet, heute Bundesknappschaft –, des heute geschlossenen Kulturpalastes und des Hallenbades am Pelzmühlenteich, des bereits abgebrochenen Hotel Trabant an der Zwickauer Straße und des Ärztehauses an der Oberfrohnaer Straße, von Kindergärten und Schulen sowie zahlreicher Wohnungen in Siegmar. Das Rabensteiner Krankenhaus wurde von der Wismut in den 1950er-Jahren übernommen.
In die Wismut waren schon früh einige Betriebe integriert, so z. B. ein Technischer Kontor, eine Kfz-Werkstatt und eine Immobilienverwaltung. Später folgten Stahl- und Maschinenbaubetriebe, Bau- und Transportunternehmen, Ingenieurbetriebe etc.
Heute firmiert die Wismut als Wismut GmbH und verfügt nicht mehr über die integrierten Zweigunternehmen. Im Juli 2002 bildete sich das Tochterunternehmen Wismut Umwelttechnik GmbH (später WISUTEC GmbH), welches 2010 vom Halsbrücker Unternehmen G.E.O.S. Ingenieurgesellschaft mbH übernommen wurde und heute noch auf der Jagdschänkestraße anzutreffen ist. Mittlerweile kam auch noch ein weiterer Geschäftszweig der Gesellschaft am Standort hinzu.

### Weitere Unternehmen
Im Gewerbegebiet nördlich der Neefestraße haben sich Bruno Banani, die Karl Mayer Textilmaschinenfabrik (vormals Malimo), die Sächsische Nadel- und Platinenfabriken (Naplafa), DeSonic, Anchor Lamina und Sanacorp angesiedelt sowie zahlreiche weitere Unternehmen, hauptsächlich aus dem Maschinenbau. Im Bereich der Zwickauer Straße/Autobahn A4 befindet sich das Unternehmen Niles-Simmons.
Das 1927 in Betrieb genommene moderne Wanderer-Fahrzeugwerk an der Südstraße 17 (heute Jagdschänkenstraße) übernahm 1932 die neu gegründete Auto Union AG. Nach 1945 wurde das ehemalige Wanderer-/Auto-Union-Werk in den VEB Werkzeugmaschinenkombinat „Fritz Heckert“ integriert. Die östlich davon später an der Otto-Schmerbach-Straße für die Heckert GmbH neu errichteten Hallen gehören heute der Starrag GmbH. Weiter haben sich im Gewerbegebiet kleinere Unternehmen aus den Branchen Maschinenbau und Metallverarbeitung angesiedelt.

## Verkehr

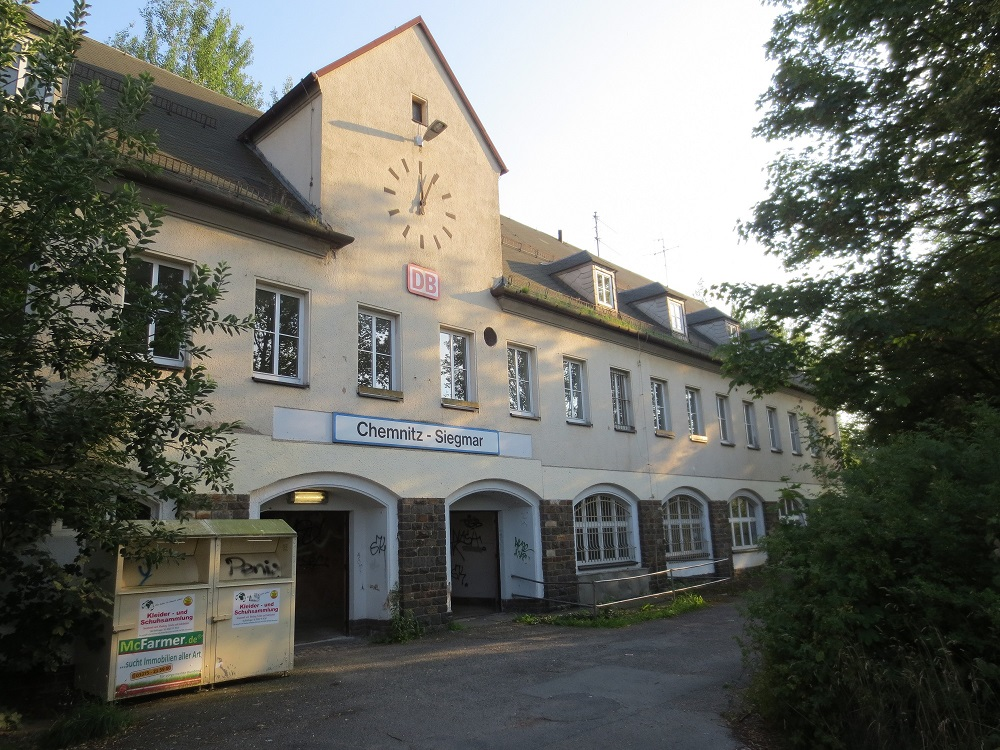
Bahnhof Chemnitz-Siegmar

Durch den Stadtteil führt die B 173 (Neefestraße) und die Bahnstrecke von Dresden über Chemnitz, Hohenstein-Ernstthal, Glauchau nach Zwickau. Dabei halten am Bahnhof Siegmar täglich Züge der Regionalbahn 30 (Mitteldeutsche Regiobahn) im Stundentakt, welcher in den Stoßzeiten zu einem 30-Minuten-Takt verdichtet ist. Der Regional-Express 3 (Dresden–Hof) hält nicht. Die A 72 bildet die heutige östliche Flurgrenze Siegmars.
Die CVAG erschließt den Stadtteil mit den Buslinien 41, 43, 73 und N 16 des Nachtnetzes. Ebenfalls durchqueren Regionalbusse der Linien 152, 251 und 253 den Stadtteil.

## Kultur
Das Clubkino Siegmar ist Chemnitz’ einziges täglich spielendes Programmkino. Trotz seines Namens liegt es im westlich an Siegmar angrenzenden Stadtteil Reichenbrand. Bereits seit den 1920er-Jahren werden in dem Jugendstil-Gebäude Filme gezeigt. Im Winter 1981/82 wurde das marode Lichtspielhaus zu einem damals modernen Klubkino umgebaut und als drittes Klubkino im Bezirk Karl-Marx-Stadt wiedereröffnet. Bis heute ist das Kino bei seinen Besuchern wegen der gemütlichen Atmosphäre mit Drehsesseln an Tischen, der Theke im Saal, der Filmauswahl und der günstigen Preise beliebt.

## Persönlichkeiten
- Johann Gottfried Kaufmann (1752–1818), Musikinstrumentenbauer
- Georg Baumgarten (1837–1884), Forstmann und Erfinder
- Frei Otto (1925–2015), Architekt und Architekturtheoretiker
- Eberhart Köhler (1929–1995), Elektrotechniker, Wissenschaftler
- Wolfgang Nordwig (* 1943), Stabhochspringer, Olympiasieger